# Anders Carlsson
Anders "Masken" Carlsson (* 25. listopadu 1960, Gävle) je bývalý švédský lední hokejista, střední útočník. Se švédskou reprezentací vyhrál mistrovství světa v roce 1987 a 1991. Ze světového šampionátu má též tři stříbra (1986, 1990, 1997). Hrál též na Kanadském poháru 1987 a MS 1989 (4. místo). Na mistrovství světa v Moskvě v roce 1986 předvedl mimořádný kousek v zápase s Finskem, kde dvěma góly vstřelenými během 9 sekund srovnal na konečných 4:4, což byl výsledek, který zajistil Švédsku stříbrnou medaili. Za národní tým odehrál 129 zápasů. Ve švédské nejvyšší soutěži hrál za Brynäs IF, Södertälje SK, Västerås HK a Leksands IF. S Brynäs se stal mistrem Švédska v letech 1980 a 1993, se Södertälje v roce 1985. Celkem v základní části švédské ligy nastoupil k 653 zápasům, v nichž zaznamenal 525 bodů (195 branek), dalších 61 zápasů, 40 bodů a 13 gólů má na kontě v play-off. Zkusil i kariéru v zámoří, v NHL hrál za New Jersey Devils, odehrál zde 104 utkání a zaznamenal 33 bodů. Další tři zápasy a jeden bod si připsal ve vyřazovací části NHL (Stanleyově poháru). Po skončení hráčské kariéry pracoval jako sportovní ředitel Leksands IF. Poté, co klub na konci sezóny 2005/06 sestoupil z nejvyšší soutěže, se Carlsson rozhodl rezignovat na funkci. V současnosti je hledačem talentů pro americký klub Colorado Avalanche a od roku 2013 též generálním manažerem švédského klubu Rögle BK.